# Sojuz TM-17
Sojuz TM-17 (ros. Союз ТМ-17) – rosyjska załogowa misja kosmiczna, stanowiąca siedemnastą wyprawę na pokład stacji Mir.

## Zderzenie pojazdu Sojuz ze stacją Mir
O godzinie 7:37:11 czasu moskiewskiego 14 stycznia 1994, Sojuz TM-17 odłączył się od przedniego portu cumowniczego stacji. O 7:43:59 Cyblijew otrzymał od kontroli naziemnej polecenie przemieszczenia kapsuły na odległość 15 metrów od modułu Kristałł w celu wykonania zdjęć systemu cumowniczego APAS-89. O 7:46:20 Cyblijew powiedział, że pojazd zachowuje się ociężale. Sieriebrow, przygotowujący się do wykonania zdjęć z modułu orbitalnego, kazał Cyblijewowi odsunąć pojazd do stacji, gdyż zaczął niebezpiecznie zbliżać się do jednego z paneli słonecznych. Przebywający na pokładzie Mira Wiktor Afanasjew rozkazał pozostałym członkom załogi stacji – Polakowowi i Usaczowowi – ewakuować się do zacumowanej do stacji kapsuły Sojuz TM-18. O 7:47:30 kontrola naziemna zauważyła gwałtowne wstrząsy obrazu telewizyjnego przekazywanego z pokładu kapsuły – Sierebrow potwierdził, że kapsuła zderzyła się ze stacją. Wkrótce potem kontrola naziemna straciła łączność zarówno ze stacją, jak i z Sojuzem TM-17. Przerwaną łączność z kapsułą odzyskano o 7:52 – ze stacją dopiero o 8:02. Po inspekcji pojazdu okazało się, że kapsuła nie odniosła poważniejszych uszkodzeń.
Kosmonauci na pokładzie stacji nie odczuli uderzenia. Po analizie okazało się, że prawa burta modułu orbitalnego kapsuły dwukrotnie uderzyła w stację w odstępie dwóch sekund. Kapsuła uderzyła w moduł Kristałł, w pobliżu jego złącza z główną częścią stacji.
Przyczyną zderzenia było błędne ustawienie przełącznika – włączono układy ręcznego sterowania przyspieszeniem i hamowaniem w module orbitalnym, co automatycznie wyłączyło ich odpowiedniki w module lądownika. Cyblijew zdołał ominąć panele słoneczne, anteny i porty cumownicze stacji, nie zdołał jednak uniknąć zderzenia.